# Panicum nudiflorum
Panicum nudiflorum är en gräsart som beskrevs av Stephen Andrew Renvoize. Panicum nudiflorum ingår i släktet vipphirser, och familjen gräs. Inga underarter finns listade i Catalogue of Life.